# Deutsche Fechtmeisterschaften 1957
Bei den Deutschen Fechtmeisterschaften 1957 wurden Einzel- und Mannschaftswettbewerbe in den Disziplinen Herrendegen, Herrensäbel und Herrenflorett ausgetragen. Bei den Damen wurde nur Florett gefochten. Die Meisterschaften wurden vom Deutschen Fechter-Bund organisiert.

## Herren

### Florett (Einzel)
| Platz | Sportler       | Verein       |
| ----- | -------------- | ------------ |
| 1     | Fritz Rosskopf | TK Hannover  |
| 2     | Eberhard Mehl  | OFC Bonn     |
| 3     | Dieter Schmitt | TV Offenbach |

Weitere Platzierungen: 4. Hans Striebel (TCG Ulm), 5. Jürgen Theuerkauff (OFC Bonn), 6. Norman Casmir (Hermannia Frankfurt), 7. Jürgen Stiller (Fechtclub Offenbach), 8. Toni Stock (FR Nürnberg), 9. Waterloh (OFC Bonn), 10. Hans Kühn (DFC Düsseldorf)

### Florett (Mannschaft)
| Platz | Verein        | Sportler |
| ----- | ------------- | -------- |
| 1     | OFC Bonn      |          |
| 2     | FSG Iserlohn  |          |
| 3     | Tsch Freiburg |          |

### Degen (Einzel)
| Platz | Sportler         | Verein         |
| ----- | ---------------- | -------------- |
| 1     | Fritz Zimmermann | DFC Düsseldorf |
| 2     | Hans Riemann     | FSG Iserlohn   |
| 3     | Hans Kühn        | DFC Düsseldorf |

Weitere Platzierungen: 4. Dieter Fänger (RFK Düsseldorf), 5. Paul Gnaier (TSB Heidenheim), 6. Horst Bernauer (TV Triberg), 7. Horst Markart (TSCH Freiburg), 8. Karl Schmitz (Hermannia Frankfurt), 9. Walter Köstner (FR Nürnberg), 10. Richard Alsfasser (RC Saar)

### Degen (Mannschaft)
| Platz | Verein          | Sportler |
| ----- | --------------- | -------- |
| 1     | Heidenheimer SB |          |
| 2     | Eimsbütteler TV |          |
| 3     | Aachener FC     |          |

### Säbel (Einzel)
| Platz | Sportler           | Verein        |
| ----- | ------------------ | ------------- |
| 1     | Jürgen Theuerkauff | TK Hannover   |
| 2     | Wilfried Wöhler    | WMTV Solingen |
| 3     | Walter Köstner     | FR Nürnberg   |

Weitere Platzierungen: 4. Günther Knödler (TSV Neunkirchen), 5. Jürgen Stiller (Fechtclub Offenbach), 6. Peter von Krockow (Hermannia Frankfurt), 7. Dieter Löhr (TSV Bayer 04 Leverkusen), 8. Klaus Dieter Güse (TK Hannover), 9. Hans Baron (ATSV Saarbrücken), 10. Richard Alsfasser (RC Saar)

### Säbel (Mannschaft)
| Platz | Verein              | Sportler |
| ----- | ------------------- | -------- |
| 1     | OFC Bonn            |          |
| 2     | FSG Iserlohn        |          |
| 3     | Fechtclub Offenbach |          |

## Damen

### Florett (Einzel)
| Platz | Sportler       | Verein           |
| ----- | -------------- | ---------------- |
| 1     | Heidi Schmid   | TSV Augsburg     |
| 2     | Ilse Keydel    | TK Hannover      |
| 3     | Else Ommenborn | ATSV Saarbrücken |

Weitere Platzierungen: 4. Helmi Höhle (Fechtclub Offenbach), 5. Helga Stroh (Hermannia Frankfurt), 6. Ilse Meyer (FCG Iserlohn), 7. Marlis Spengler (TV Cannstatt), 8. Elsa Rähl (Berliner FC), 9. Helga Mees (TB Saarbrücken), 10. Rose Marie Weiss (TSCH Freiburg)

### Florett (Mannschaft)
| Platz | Verein              | Sportler |
| ----- | ------------------- | -------- |
| 1     | OFC Bonn            |          |
| 2     | Fechtclub Offenbach |          |
| 3     | TK Hannover         |          |